# Pimen (Georgescu)
Pimen, imię świeckie Petru Georgescu (ur. 22 października 1853 w Provița de Sus, zm. 12 listopada 1934 w Jassach) – rumuński biskup prawosławny.

## Życiorys

### Młodość i edukacja
Był najstarszym z trojga dzieci pasterza i psalmisty cerkiewnego, Gheorghe'a Baicu, i jego żony Marii, która pochodziła z rodziny prawosławnego duchownego.
W 1874 ukończył seminarium duchowne w Bukareszcie i ożenił się z Paraschivą Popescu, córką duchownego. Został wyświęcony na diakona w cerkwi św. Bazylego w Ploeszti, gdzie był również nauczycielem szkoły parafialnej. Po roku małżeństwa jego żona zmarła w czasie porodu. Petru Georgescu kontynuował służbę duchowną jako diakon w metropolitalnym soborze Świętych Konstantyna i Heleny w Bukareszcie (od 1877). W 1880 podjął studia teologiczne na Uniwersytecie w Czerniowcach, które ukończył w 1884. Obronił dysertację doktorską poświęconą nauczaniu religii.

### Służba diakońska i kapłańska
Po ukończeniu nauki i powrocie do Bukaresztu w 1885 został mianowany eparchialnym kaznodzieją przez metropolitę-zwierzchnika Rumuńskiego Kościoła Prawosławnego Kalinika, który wysoko cenił go jako teologa. W 1886 jego jedenastoletni syn zmarł w czasie epidemii. Wówczas diakon Petre Georgescu wstąpił do monasteru Căldărușani i w tym samym roku przyjął święcenia kapłańskie z rąk metropolity Józefa. Następnie nadano mu godność archimandryty. Był jednym z pierwszych profesorów Wydziału Teologicznego Uniwersytetu w Bukareszcie, gdzie prowadził wykłady z zakresu apologetyki, teologii dogmatycznej i symboliki chrześcijańskiej. W 1898 został rektorem seminarium duchownego w Bukareszcie (na stanowisku tym pozostawał przez cztery lata). Nadal pracował na uniwersytecie i od 1898 zasiadał w jego senacie, reprezentując Wydział Teologiczny.

### Biskup
2 lutego 1895 przyjął chirotonię biskupią i został wikariuszem eparchii Węgier i Wołoszczyzny z tytułem biskupa pitesteńskiego. Faktycznie służył w eparchii Argeș, która nie miała ordynariusza.
11 lutego 1902 mianowano go biskupem Dolnego Dunaju, 3 marca 1902 został intronizowany. Była to pierwsza intronizacja biskupia w nowożytnej Rumunii, w czasie której biskupi żezł hierarsze wręczał król Karol. Jako biskup Dolnego Dunaju odbył szereg wizyt duszpasterskich w parafiach eparchii, organizował zjazdy duchowieństwa. Żądał od podległego sobie duchowieństwa skupienia się na kształceniu duchowym i moralnym wiernych oraz nieangażowania się w politykę i konflikty społeczne. Był inicjatorem budowy soboru w Buzău, rozpoczętej w 1906 i zakończonej w 1917, otworzył eparchialną szkołę psalmistów (1903) i seminarium duchownego św. Andrzeja (1908).

### Metropolita Mołdawii
W 1909 został wybrany na metropolitę Mołdawii i Suczawy. Na urzędzie tym pozostawał do śmierci w 1934. Podobnie jak w eparchii Dolnego Dunaju, zabronił duchownym angażowania się w politykę, organizował zjazdy duchowieństwa i brał udział w utworzeniu towarzystwa charytatywnego „Ocrotirea”.
W czasie I wojny światowej zorganizował w Jassach szpital wojskowy, otworzył także dom dla dzieci poległych żołnierzy. Kierował duchownych i mnichów do oddziałów rumuńskich w charakterze kapelanów, w monasterach otwierał lazarety i organizował kursy pomocy medycznej. Z powodu swojego zaangażowania zyskał przydomek „wojennego metropolity”. W 1918 został przyjęty, jako członek honorowy, do Akademii Rumuńskiej, za wkład w duchowe jednoczenie narodu rumuńskiego żyjącego do tej pory w różnych państwach. W latach 1919–1925 kierował pracami Świętego Synodu Rumuńskiego Kościoła Prawosławnego, koordynując prace nad integracją rumuńskich struktur cerkiewnych funkcjonujących do tej pory w granicach różnych krajów w celu utworzenia jednego Kościoła narodowego.
W 1922 brał udział w ceremonii koronacyjnej Ferdynanda I i jego małżonki Marii w soborze w Alba Iulia.
Z jego inicjatywy wzniesione zostało mauzoleum Rumunów poległych w I wojnie światowej w Mărășești oraz pomnik żołnierzy rumuńskich w Provita de Sus.
Zgodnie z wyrażonym wcześniej życzeniem został pochowany w rodzinnej wsi, w sąsiedztwie cerkwi.